# Młode wino
Młode wino (cz. Bobule) – czeska komedia z 2008, w reżyserii Tomáša Bařiny.

## Opis fabuły
Honza i Jirka to dwaj prażanie zarabiający między innymi na wynajmowaniu cudzych mieszkań pod nieobecność właścicieli. Kiedy sprawa "staje się rozwojowa" wyjeżdżają na Morawy do dziadka Honzy, który ma tam winnicę. Honza wysyła chorego dziadka na wymarzoną podróż do Argentyny, a sam obiecuje przypilnować zbiorów, które mają się lada dzień rozpocząć. Tam też poznaje uroczą sąsiadkę - Klarę, wokół której rozwija się wątek miłosny. Film przybliża również problematykę morawskiego winiarstwa, w tym proces wytwarzania młodego wina - burčáka. Niektóre z dialogów prowadzone są w dialekcie morawskim. Zobrazowano także stereotypowe różnice regionalne między mieszkańcami Pragi i Moraw.

## Obsada
- Kryštof Hádek – Honza
- Lukáš Langmajer – Jirka
- Tereza Voříšková – Klára
- Lubomír Lipský – dziadek Adámek
- Václav Postránecký – Michalica
- Lucie Benešová – Marketka
- Tomáš Matonoha – Kaja
- Marian Roden – František
- Miroslav Táborský – Kozderka

i inni